# Thilay
Thilay is een gemeente in het Franse departement Ardennes in de regio Grand Est. De plaats maakt deel uit van het arrondissement Charleville-Mézières. Het dorp ligt aan de rivier de Semois. Thilay telde op 1 januari 2022 983 inwoners.

## Kernen
Naast Thilay zelf liggen op het grondgebied nog de kleine dorpjes Naux, Navaux en Nohan, net als Thilay aan de Semois.

## Geografie
De oppervlakte van Thilay bedroeg op 1 januari 2022 36,04 vierkante kilometer; de bevolkingsdichtheid was toen 27,3 inwoners per km².
De onderstaande kaart toont de ligging van Thilay met de belangrijkste infrastructuur en aangrenzende gemeenten.

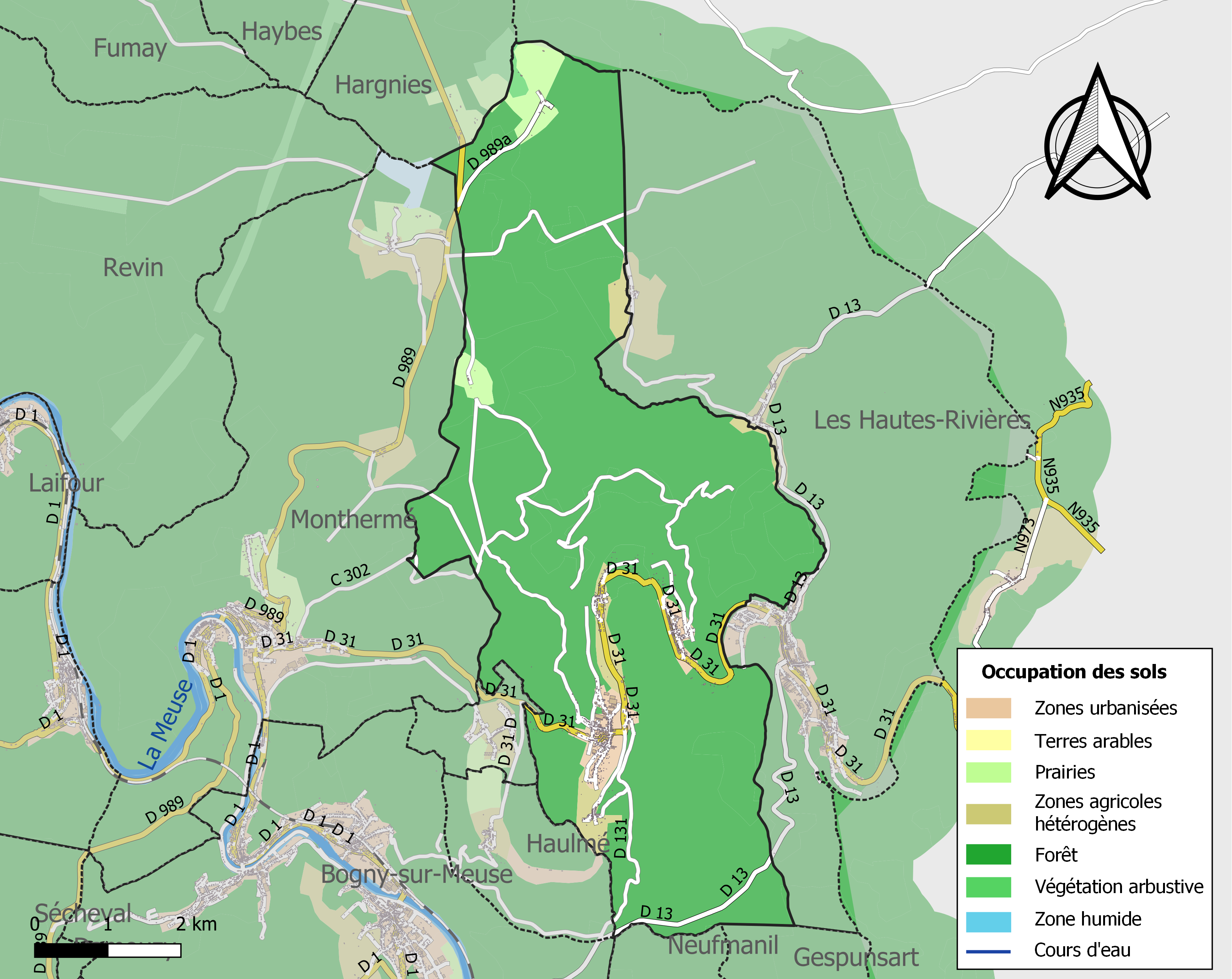

## Demografie
Onderstaande figuur toont het verloop van het inwonertal.

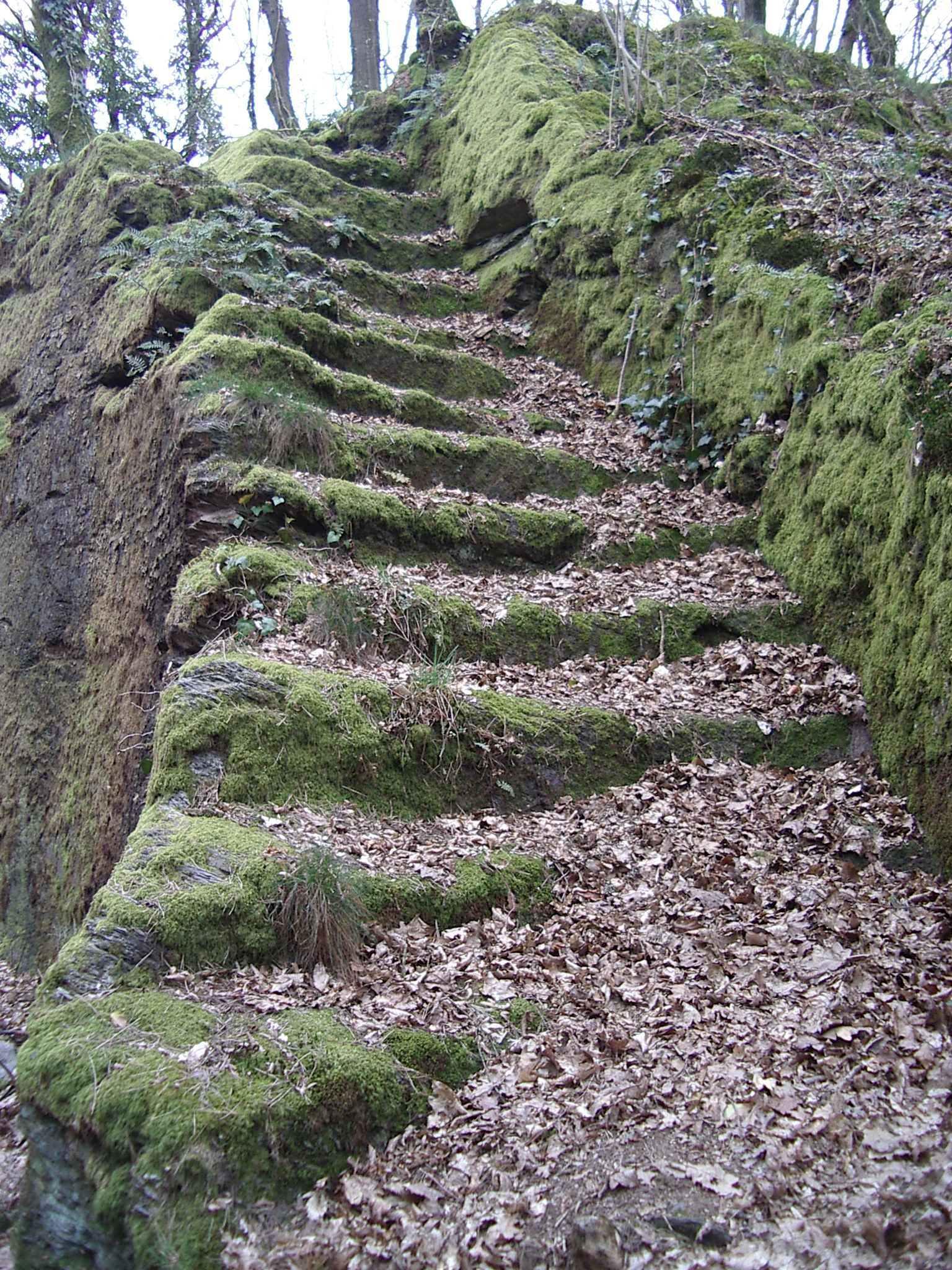
Resten van kasteel van Linchamps

Vanwege een beveiligingsprobleem met de MediaWiki Graph-software is het momenteel niet mogelijk deze grafiek weer te geven. Zodra de software is bijgewerkt zal de grafiek vanzelf weer zichtbaar worden.
Bogny-sur-Meuse · Deville · Haulmé · Les Hautes-Rivières · Joigny-sur-Meuse · Laifour · Les Mazures · Montcornet · Monthermé · Renwez · Thilay · Tournavaux